# Айдын, Айнур
Айнур Айдын (тур. Aynur Aydın, род. 15 декабря 1985) — турецкая поп-певица.

## Биография
Родилась 15 декабря 1985 года в немецком городе Мюнхен в турецкой семье. Петь Айнур начала когда ей исполнилось десять лет, первый опыт в этой сфере она приобрела выступая в детских и молодёжных театрах. В возрасте 18 лет начала выступать на сцене. В 2000 году вступила в группу «Sürpriz», свой первый альбом они записали в Стамбуле. После распада «Sürpriz» Айдын вступила в группу «Tagtraeumer». Их песня «Mükemmel Dünya İçin» была одним из кандидатов на выступление на Евровидении от Германии в 2003 году.
Первый альбом Айнур записала совместно с «Cosmos Studio». Этот альбом получил название «12 Çeşit La La — 12 Ways to La La». Песни для альбома написали Ашкын Туна, Феттах Джан, Гюнай Чобан, Сюлейман Юксель, Нихат Озен и сама Айнур. Первый клип был снят для «Yenildim Daima» и «DNA», последняя представляет собой версию той же песни на английском языке. Второй — для песни «Measure Up» и её турецкой версии «Yanı Başıma». Затем она приняла участие в «Project» Эрдема Кыная, для которого записала песню «İşporta». Эта песня заняла первые строчки чартов. В июле 2012 года в Берлине она сняла на эту песню клип, его срежиссировал Шенол Коркмаз. В апреле 2016 года вышел её второй студийный альбом «Emanet Beden», входившие в него песни «Günah Sevap» и «Bi Dakika» достигли 3 строчки в турецких чартах. В декабре 2017 года Айдын выпустила сингл «Bana Aşk Ver», в котором снялся Турач Беркай Озер. После 2017 года Айнур выпустила синглы «Salla» (2018), «Düşüne Düşüne» (2019) and «Gel Güzelim» (2019).

## Дискография
- 2011 — 12 Çeşit La La — 12 Ways to La La
- 2016 — Emanet Beden